# Ла Форчела (Латина)
Ла Форчела је насеље у Италији у округу Латина, региону Лацио.
Према процени из 2011. у насељу је живело 64 становника. Насеље се налази на надморској висини од 192 м.